# Зарудка
Зару́дка —  село в Україні, у Сухополов'янській сільській громаді Прилуцького району Чернігівської області. Населення становить 28 осіб. Розміщене обабіч автомобільної дороги Київ-Суми. До 2019 року орган місцевого самоврядування — Знам'янська сільська рада.
Дата заснування 1700 сумнівна. Не позначена на триверстовій карті Шуберта 1869 р.
Розподіл населення за рідною мовою за даними перепису 2001 року:
| Мова       | Кількість | Відсоток |
| ---------- | --------- | -------- |
| українська | 23        | 82.14%   |
| російська  | 5         | 17.86%   |
| Усього     | 28        | 100%     |